# August Rohling
August Rohling (* 15. Februar 1839 in Neuenkirchen (Kreis Steinfurt); † 23. Januar 1931 in Salzburg) war ein deutscher Priester,  Professor der katholischen Theologie und Kanonikus in Prag. Er galt als wortgewaltiger Antisemit seiner Zeit, der sich vor allem mit seiner Hetzschrift Der Talmudjude von 1871 hervortrat.

## Akademische Ausbildung und Lebensweg
Nach dem Abitur nahm Rohling 1858 das Studium der Theologie an der Königlichen Theologischen und Philosophischen Akademie in Münster auf. Einem Studienaufenthalt in Paris folgte 1863 die Priesterweihe unter Bischof Johann Georg Müller in Münster. Danach war er als Privaterzieher in Brüssel und Paris tätig. 1865 theologisches Lizentiat, danach Habilitation für Altes und Neues Testament in Münster, Promotion in Jena 1867. 1871 Ehrenpromotion und außerordentliche Professur für Exegese an der Königlichen Theologischen und Philosophischen Akademie in Münster. 1874 erhielt Rohling eine Professur in Milwaukee, Wisconsin, USA. 1875 kehrte er nach Europa zurück und lebte in Italien, England und Prag. 1892 wurde er Kanoniker an der Stiftskirche in Prag. 1897 veröffentlichte August Rohling die Schrift Der Zukunftsstaat, welche indiziert wurde. 1899 trat er von seinem Lehramt zurück. Er zog nach Görz, später nach Freistadt (Oberösterreich) und schließlich nach Salzburg.
Rohling war Ehrenmitglied der katholischen Studentenverbindungen Ferdinandea Prag und AV Austria Innsbruck im CV.

## Antitalmudismus und Antisemitismus
Rohling hat sich vor allem als antijudaistischer Autor einen Namen gemacht, insbesondere durch seine 1871 erstmals verlegte polemische Schrift Der Talmudjude. In ihr listete er eine Fülle von Zitaten aus im rabbinischen Judentum hochgehaltenen Schriften auf, wie dem Babylonischen Talmud, dem Schulchan Aruch, dem Sohar, dem halachischen Hauptwerk des Maimonides Jad Chasaka und den Thora-Kommentaren berühmter mittelalterlicher Rabbiner wie Raschi, Bachja ben Ascher oder Abraham ben Saba, um so die aus seiner Sicht abstrusen, gott- und menschenfeindlichen Ansichten der jeweiligen Verfasser zu demonstrieren. Rohling stützte sich dabei im Wesentlichen auf das Werk des evangelischen Professors für Orientalistik Johann Andreas Eisenmenger Entdecktes Judentum (1711).
Der Talmudjude erlebte schon in den 1870er Jahren sechs Auflagen. 1888 und 1889 folgten Übersetzungen ins Französische. Eine von Carl Paasch 1891 vorgenommene Neuauflage war bis in die 1930er Jahre hinein erfolgreich. Auch Julius Streicher griff in seinem antisemitischen Hetzblatt Der Stürmer auf Rohlings Argumentation zurück.
Rohling zufolge gebiete die jüdische Religion ihren Anhängern, wann immer möglich Christen zu schädigen und zu töten. Dementsprechend verteidigte Rohling auch die mittelalterliche Ritualmordlegende.

## Ritualmordprozesse
August Rohling trat in vielen Ritualmordprozessen als Gutachter auf. Im Prozess um den Fall von Tiszaeszlár (Ungarn) wies der protestantische Theologe Franz Delitzsch die Fälschungen und Entstellungen in Rohlings Umgang mit dem Talmud nach. Nachdem der Rabbiner Joseph Samuel Bloch Rohling Fälschung und Meineid vorgeworfen hatte, zeigte dieser ihn wegen Verleumdung an. Als das Gericht Delitzsch als Gegengutachter zuließ und sich herausstellte, dass Rohling nicht einmal in der Lage war, den Talmud im Original zu lesen, zog Rohling die Klage zurück. Obwohl Rohling seine Lehrerlaubnis verlor und der Vatikan Teile seiner Schriften auf den Index der den Katholiken verbotenen Bücher setzte, fanden sie unter Katholiken in Mittel- und Osteuropa weite Verbreitung.
Rohling wurde von den beiden österreichischen Reichstagsabgeordneten Georg Ritter von Schönerer (1842–1921) und Karl Lueger (1844–1910) unterstützt, die ebenfalls Antisemiten waren. In Deutschland wurde Rohlings Gedankengut vor allem durch den Bonifatius-Verein popularisiert.

## Schriften
- Ueber den Jehovaengel des Alten Testaments. (Besonders abgedruckt aus der Theologischen Quartalsschrift, 48. Jahrg., 3. u. 4. Quartalsheft), Tübingen 1866
- Grundriß der biblischen Archäologie, Münster 1868
- Der Talmudjude. Zur Beherzigung für Juden und Christen aller Stände, Münster 1871 (ULB Münster)
- Der Antichrist und das Ende der Welt, St. Louis (USA) 1875
- Das Buch des Propheten Daniel. Übersetzt und erklärt, Mainz 1876
- Katechismus des 19. Jahrhunderts für Juden und Protestanten, Mainz 1877
- Das Salomonische Spruchbuch, Mainz 1879
- Franz Delitzsch und die Judenfrage, Prag 1881
- Meine Antworten an die Rabbiner oder Fünf Briefe über den Talmudismus und das Blut-Ritual der Juden, Prag 1883 (Faksimile-Nachdruck: Süderbrarup 2003)
- Die Polemik und das Menschenopfer des Rabbinismus. Eine wissenschaftliche Antwort ohne Polemik für die Rabbiner und ihre Genossen, Paderborn 1883
- Abbé Dr. Clemens Victor (Pseudonym für "August Rohling"): Prof. Dr. Rohling, die Judenfrage und die öffentliche Meinung. Eine kurzgefasste Beleuchtung des neulich durch den Wiener Hof- und Gerichts-Advokaten Dr. Josef Kopp auf Verlangen der Juden veröffentlichten Gutachtens sogenannter „Sachverständiger“ in Sachen des Prozesses Rohling-Bloch, zur Beherzigung für die ganze Christenheit dargestellt, Leipzig 1887
- Der Zukunftsstaat. Ein Trostbüchlein, St. Pölten 1894 (kirchlich indiziert)
- Auf nach Sion, oder: Die große Hoffnung Israels und aller Menschen, Kempten 1901
- Das Judentum nach neurabbinischer Darstellung der Hochfinanz Israels, München 1903